# Ray Allen
Walter Ray Allen (Merced, Califòrnia, 20 de juliol de 1975), és un exjugador de bàsquet estatunidenc. Ocupava la posició d'escorta i era un especialista en els llançaments triples. Ha guanyat dues vegades el campionat de l'NBA (el 2008 amb els Boston Celtics i el 2013 amb els Miami Heat).
Té el segon millor registre de la lliga en triples anotats (2.973) - batut el desembre de 2021 per Stephen Curry - i el primer en triples intentats (7.429).

## Carrera

### Institut
Allen va jugar a l'Institut Hillcrest a Dalzell, South Carolina, amb el qual va aconseguir ser campió estatal.

### Universitat
Allen va ser una estrella a la Universitat de Connecticut des de 1993 fins a 1996. Durant la temporada 1994-95 va aconseguir ser All-American i també va assolir ser nomenat jugador de l'any als Estats Units el 1995. En la seva següent i última campanya va ser seleccionat pel primer quintet de l'All-America i va rebre el premi al millor jugador de la Conferència Big East.
El 5 de febrer de 2007 la seva samarreta va ser retirada al pavelló Gampel Pavilion de la Universitadt de Connecticut, durant el descans del partit que els enfrontava als Syracuse Orangemen.

### NBA
Escollit pels Minnesota Timberwolves al draft de 1996 en el cinquè lloc, va ser traspassat junt amb una primera ronda als Milwaukee Bucks pels drets de Stephon Marbury, escollit prèviament a la quarta posició. El dorsal de Ray Allen llavors era el 2; el va canviar pel 34 l'any 1998.
Va ser inclòs al segon millor quintet de rookies d'aquella temporada, i aviat es va col·locar a l'elit de la lliga, aconseguint fer una mitjana de més de 20 punts per partit en les últimes set temporades.
És considerat com un dels tiradors més fiables de la història de l'NBA, amb mitjanes de 40% en tirs de tres al llarg de la seva carrera, i de 90% en tirs lliures. El 2001, va guanyar el concurs de triples de l'All-Star.
Allen va jugar amb els Bucks fins a la temporada 2002-03, en la que tan sols va disputar amb l'equip els primers 47 partits fins que va ser traspassat als Sonics junt amb con Kevin Ollie, Ronald Murray i una primera ronda de draft a canvi de Gary Payton i Desmond Mason. Després del canvi, el joc d'Allen no va canviar i fins i tot va incrementar el seu nivell, sent nomenat pel segon millor quintet de la lliga de 2005.
Allen va firmar amb els Sonics el 2005 un nou contracte de 5 anys de duració per 80 milions de dòlars. La temporada del 2005-06, va fer una mitjana de 25.1 punts per partit, a més de 4.3 rebots i 3.7 assistències.
El 12 de març de 2006, Allen es va convertir en el 97è jugador de la història de l'NBA que anota 15.000 punts.
El 7 d'abril del 2006, Allen va aconseguir col·locar-se en la segona plaça a la llista de més triples encistellats de tots els temps després d'un partit davant els Portland Trail Blazers, només per darrere del llegendari Reggie Miller.
El 19 d'abril del 2006, contra els Denver Nuggets, Allen va superar el rècord de Dennis Scott de més triples anotats en una temporada, amb els seus 268. Al final del partit, va rebre una gran ovació del seu públic. El 12 de gener de 2007, va fer contra els Utah Jazz la seva millor actuació anotadora, encaixant 54 punts en la victòria a la pròrroga per 122-114, la segona marca més alta de la història dels Sonics, darrere dels 58 punts de Fred Brown el 1974.
El 28 de juny de 2007 va ser traspassat als Boston Celtics junt amb els drets de la 35a posició del draft per Delonte West, Wally Szczerbiak i el número 5 del draft, Jeff Green. Actualment forma part del 'Big Three' de Boston que són l'essència de l'equip.
L'11 de febrer de 2011, Allen es converteix en el triplista més prolífic de la història de l'NBA, al superar el registre de 2.560 triples de Reggie Miller.
En la temporada 2012-13 es va proclamar campió de l'NBA amb els Miami Heat.
El dia u de novembre de 2016 va anunciar la seva retirada del bàsquet professional.

## All Star Game
L'any 1997 aquest jugador va participar per primer cop en tota la seva carrera en un all star game, va ser en el allstar de Cleveland(Ohio) i va participar en el concurs de triples i també va participar in va ser convocat a l'equip dels sophomores(els que porten ya un any com a professionals i com a jugadors d'aquesta lliga nord-americana.
Primerament al concurs de triples va guanyar-lo ficant 21triples.
i a la nit anterior va serl el segon màxim anotador de l'equip de segon any aconseguint fer guanyar al seu equip.
Des d'aquest va continuar participant en l'All Star Game en el partit de les estrelles, jugant amb les dues conferències (est i oest respectivament)

## Curiositats
- Ray Allen apareix a la pel·lícula He Got Game de Spike Lee, fent de Jesus Shuttlesworth, una estrella de bàsquet universitària.
- Allen és membre de la famosa marca Air Jordan de Nike